# Depot III von Prag-Liboc
Das Depot III von Prag-Liboc (auch Hortfund III von Prag-Liboc) ist ein Depotfund der frühbronzezeitlichen Aunjetitzer Kultur aus Liboc, einem Stadtteil von Prag, Tschechien. Es datiert in die Zeit zwischen 2000 und 1800 v. Chr. Das Depot befindet sich heute im Nationalmuseum in Prag.

## Fundgeschichte
Das Depot wurde erstmals 1898 erwähnt. Das Datum des Fundes und die genauen Fundumstände sind unbekannt. Es wurde auf der „Špičatá skála“ unter einem Felsblock entdeckt.
Es handelt sich um einen von zahlreichen Depotfunden aus dem Stadtgebiet von Prag. In Liboc wurden noch zwei weitere Depots (I und II) und mehrere einzelne Bronzegegenstände der Aunjetitzer Kultur gefunden.

## Zusammensetzung
Das Depot besteht aus mehreren Goldgegenständen: zwei mal zwei miteinander verbundene Spiralringe aus doppeltem Draht, vier einzelne Spiralringe aus doppeltem Draht, drei höhere Spiralen (davon zwei aus doppeltem und eine aus einfachem Draht), ein Spiralring aus dickem, einfachem Draht und drei verformte Drähte. Das Gesamtgewicht der Gegenstände beträgt über 340 g und war ursprünglich noch höher, da bei einigen Gegenständen die Enden abgebrochen sind.